# ドラリスティコ
ドラリスティコ（Dralistico、1992年8月10日 - ）は、メキシコのプロレスラー。
本名、カルロス・ムニョス・ゴンザレス（Carlos Munoz Gonzalez）。3代目ミスティコ（Místico）としても活動していた。
父はトロ・ブランコ。兄にルーシュ。弟は2代目ドラゴン・リー。叔父にピットブル1号、ピットブル2号、フランク・コロンボがいる。

## 来歴
2010年11月25日、CMLL主催のボディビルコンテストで優勝。2011年1月4日にドラゴン・リー（Dragon Lee）のリングネームでプロレスラーとして正式にデビュー。
2012年6月20日、2011年2月にCMLLを去りWWE入りした初代ミスティコに代わり2代目ミスティコ（Místico）になることを発表。24日にディアマンテ & トリトンと組んでカンセルベーロ & ニエブラ・ロハ & ラジエール組と対戦して勝利し、花々しいデビューを果たす。
2013年1月、新日本プロレス「CMLL FANTASTICA MANIA 2013」で来日予定であったが左肩の脱臼で欠場した。マスカラ・ドラダ & バリエンテとエステタス・デル・アイレ（Los Estetas del Aire）なるユニットを結成。6月13日には「CMLL世界トリオ王者決定トーナメント」でロス・ゲレロス・ラグネロス（エウフォリア & ニエブラ・ロハ & ウルティモ・ゲレーロ）を破りCMLL世界トリオ王座を初奪取。
2014年1月16日、ポルボラを破り自身初のシングルベルトCMLL世界ウェルター級王座を奪取。
2015年12月7日、CMLL Eliteにてバリエンテ & ボラドール・ジュニアと組んでロス・ヘルブラザーズ（シベルネティコ & シャーリー・ロックスター & メフィスト）対戦。終盤に孤立の状態で窮地に立たされたところ、カリスティコの介入で助けられる。2人で撃退して共演を果たした。
2016年1月、日本で行われた新日本プロレス & CMLLの共催のイベントであるFantastica Mania 2016に参戦。同月24日、ウルティモ・ゲレーロと対戦。序盤では観客にお互いのコールを要求してチャント合戦でスタート。終盤にはゲレーロスペシャルを喰らうが窮地から脱出する合計3回のラ・ミスティカを敢行してギブアップを奪い勝利した。
2021年8月、CMLL退団に伴い、リングネームもDRALISTICO（ドラリスティコ）に変更。
2023年2月12日、プロレスリング・ノア大阪大会に参戦。

## 入場曲
- Ameno（eRa）

## タイトル歴
CMLL
- CMLL世界トリオ王座 : 1回

w / マスカラ・ドラダ & バリエンテ
- CMLL世界ウェルター級王座 : 1回
- LLAアステカ王座